# Macaranga carolinensis
Macaranga carolinensis là một loài thực vật có hoa trong họ Đại kích. Loài này được Volkens mô tả khoa học đầu tiên năm 1901.